# Starbucks
Starbucks este cel mai mare lanț de cafenele din lume. În noiembrie 2022, compania avea 35.711 magazine în 80 de țări, dintre care 15.873 erau situate în Statele Unite. Dintre magazinele Starbucks din SUA, peste 8.900 sunt operate de companie, în timp ce restul sunt în regim de franciză. În plus față de cafeaua măcinată, și băuturile de tip espresso, localurile Starbucks servesc și ceai și băuturi îmbuteliate, și produse de foietaj, și sandwich-uri deja preparate. Câteva localuri Starbucks sunt în interiorul spațiilor comerciale de alt gen, precum supermarket-uri sau librării (cu toate că aceste localuri nu sunt nici deținute și nici operate de companie).

## Istoric
Inițial apărută sub denumirea „Starbucks Coffee, Tea and Spice”, în Seattle, compania a preparat pentru prima oară cafea în 1971. A fost înființată de Jerry Baldwin, Zev Siegel și Gordon Bowker. 
Un deceniu mai târziu, Starbucks și-a deschis cel de-al patrulea magazin în Seattle. În septembrie 1982, Howard Schultz a devenit managerul departamentului de marketing al Starbucks, supraveghind cele patru magazine din Seattle. Schultz a părăsit mai târziu Starbucks, pentru a-și deschide propriul lanț de magazine de specialități de cafea în Seattle, după modelul specific italian al espresso-barurilor. În 1987, la numai un an de la lansarea magazinelor, Schultz a cumpărat în franciză, compania Starbucks. Între anii 1987 și 1992, Starbucks, sub conducerea lui Schultz, a deschis 150 de magazine noi.

## Corporația Starbucks
Sediul central Starbucks se află în Seattle, Washington, Statele Unite. Membrii actuali ai consiliului director sunt Jim Donald, Barbara Bass, Howard Behar, Bill Bradley, Mellody Hobson, Olden Lee, Greg Maffei, Howard Schultz, James Shennan, Javier Teruel, Robert Marsee, Myron Ullman și Craig Weatherup.
Starbucks U.S. Brands, LLC este o companie deținută de către Starbucks și care deține drepturile de proprietate asupra a aproximativ 120 patente și mărci comerciale Starbucks. Sediul ei este în Minden, Nevada.
Starbucks este prezentă pe piața din România din aprilie 2007 și operează 53 cafenele: 29 în București, 3 în Timișoara,  3 în Cluj-Napoca, 3 in Iași, 2 în Sibiu, 2 în Ploiești, 2 în Brașov, 2 în Constanța, 2 în Craiova, 1 în Galați, 1 în Oradea, 1  în Pitești, 1 în Suceava și 1 în Baia Mare.